# 期思镇
期思镇，是中华人民共和国河南省信阳市淮滨县下辖的一个乡镇级行政单位。

## 行政区划
期思镇下辖以下地区：
期思村、祁营村、陈洼村、陈楼村、王营村、东寨村、任圩村、洪楼村、曹圩村、五一村、香铺村、丁营村、染坊村、高庄村、唐营村和新安村。